# Chartered Insurance Institute
Das Chartered Insurance Institute (CII) ist ein Berufsverband der Versicherungswirtschaft in Großbritannien.
Der Verband entstand 1912 als Vereinigung von mehreren britischen Versicherungsverbänden durch königliche Gründungsurkunde. Das Institut bietet vor allem Ausbildungsgänge in Berufen der Versicherungswirtschaft, die auch außerhalb des Vereinigten Königreichs anerkannt sind. Das CII hat seit Juli 2011 über 100.000 Mitglieder in 150 Ländern.
Die aktuellen Qualifikationen in aufsteigender Reihenfolge: Cert CII, Dip CII, Advanced Diploma in Insurance (ACII) und Fellowship CII (FCII). ACII- und FCII-akkreditierte Mitglieder sind berechtigt, sich für den „Chartered-Insurer“-Status zu bewerben. Dieser begründet sich parallel in einem Nachweis über Erfahrung in der Versicherungswirtschaft.